# INaturalist
iNaturalist ist ein soziales Netzwerk und Citizen-Science-Projekt. Es hat zum Ziel, die Verbindung zwischen Menschen und Natur zu fördern und dabei die weltweite Artenvielfalt zu dokumentieren. Das Projekt wurde bis 2023 von der California Academy of Sciences und der National Geographic Society betrieben und ist heute eine unter gleichen Voraussetzungen betriebene Non-profit-Organisation.

## Geschichte
Die Plattform iNaturalist.org hat ihren Ursprung in einem Masterarbeits-Projekt dreier Studierender der University of California, Berkeley, Ken-ichi Ueda, Nate Agrin und Jessica Kline, im Fach Informatik aus dem Jahr 2008. Ueda und Agrin arbeiteten danach weiter an dem Projekt. Seit 2014 war iNaturalist ein Projekt der California Academy of Sciences, seit 2017 gemeinsam mit der National Geographic Society. Seit Juli 2023 wird iNaturalist unter gleichen Voraussetzungen als unabhängige Non-Profit-Organisation betrieben.

## Funktionsweise

### Beobachtung und Bestimmung

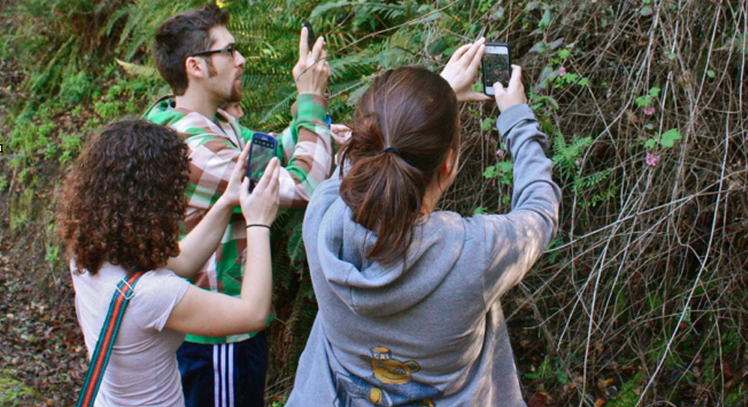
Die iNaturalist-App in Benutzung (2015)

iNaturalist sammelt Fotos und Tonaufnahmen von Lebewesen wie Tieren, Pflanzen und Pilzen sowie Hinweise auf die kürzliche Anwesenheit von Tieren wie Spuren oder Vogelnester. Die Aufnahmen, die das Lebewesen dokumentieren, werden georeferenziert und unter Angabe des Zeitpunkts der Beobachtung hochgeladen und so der Datenbank hinzugefügt. Dabei wird unterschieden zwischen wilden Lebewesen und kultivierten Lebewesen wie Haus- oder Zootieren und Pflanzen in Gärten oder Parks. Beobachtungen von kultivierten Lebewesen können ebenfalls hochgeladen werden, sie fließen aber nicht in den Bestand wissenschaftlicher Daten zur Biodiversität ein. Die Beobachtungen werden dann bestimmt und ihren jeweiligen Taxa zugeordnet. Teilnehmende Laien müssen die zur Bestimmung notwendige Artenkenntnis nicht selbst besitzen, sondern können auch ihnen unbekannte Arten dokumentieren. Eine automatisierte, auf Computer Vision basierende Suchfunktion hilft bei der Identifikation, die dann von Fachleuten oder sachkundigen Laien verifiziert wird. 
Es ist möglich, die Georeferenzierung zum Zweck des Datenschutzes zu beschränken, sodass die geografischen Daten zwar in der Datenbank gespeichert, aber nicht veröffentlicht und nur auf Anfrage herausgegeben werden.

### Plattformen
iNaturalist ist über die Website sowie über eine App für Android und iOS zugänglich. Über die Website ist die Datenbank öffentlich einsehbar, die Nutzung der Apps erfordert eine Registrierung. Das Beitragen von eigenen Beobachtungen erfordert in allen Fällen eine Registrierung. iNaturalist hat rund 7 Millionen registrierte Konten, davon werden rund 300 000 aktiv betrieben (Stand: 6. April 2023).

### Projekte

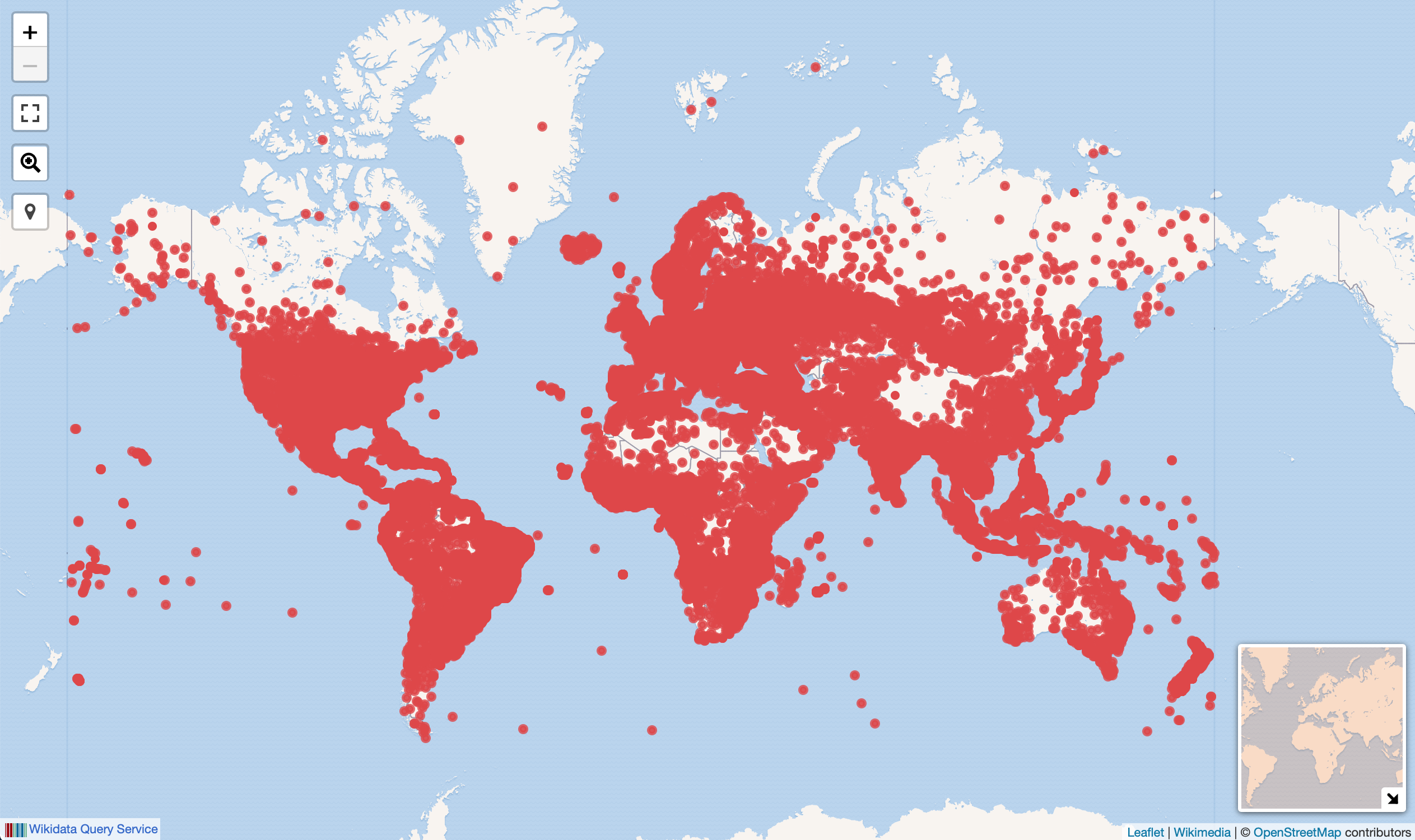
Orte mit georeferenzierter Beobachtung in der Datenbank von iNaturalist, Stand: 12. Juli 2021

Mit einem registrierten iNaturalist-Konto lassen sich Projekte erstellen, beispielsweise um in einer Gruppe Beobachtungen zusammenzutragen oder um die Tier- und Pflanzenwelt einer bestimmten Gegend oder die Verbreitung einer bestimmten Art weltweit zu dokumentieren. Alle Beobachtungen, die die Kriterien eines Projekts erfüllen, werden automatisch diesem Projekt zugeordnet.

#### City Nature Challenge
Das bekannteste Projekt ist die City Nature Challenge, deren Ergebnisse in die Datenbank von iNaturalist einfließen. Der weltweite Wettbewerb zur Dokumentation der urbanen Biodiversität findet jedes Jahr im Frühjahr statt. Dabei treten Städte gegeneinander an, deren Bevölkerung im Wettbewerbszeitraum möglichst viele im Stadtgebiet lebende Pflanzen, Tiere und andere Organismen dokumentiert.

### Lizenzen
Die auf iNaturalist hochgeladenen Fotos werden standardmäßig unter einer Creative-Commons-BY-NC-Lizenz veröffentlicht, die eine Weiterverwendung unter Namensnennung zu unkommerziellen Zwecken erlaubt. Die Lizenz kann aber individuell angepasst werden. Das Tool Wiki loves iNaturalist ermöglicht eine Suche in der iNaturalist-Datenbank nach Fotos, die für Wikimedia Commons und damit auch für die Wikipedia nutzbar sind.

### Wissenschaftliche Nutzung
iNaturalist versteht sich selbst nicht als Projekt mit wissenschaftlicher Zielsetzung, hat aber zum Ziel, seine Daten möglichst gut für wissenschaftliche Projekte nutzbar zu machen. Das Netzwerk vergibt den Status „Forschungsqualität“ (Research Grade) für Beobachtungen von wilden Lebewesen, die einem festgelegten Qualitätsstandard entsprechen: Um Forschungsqualität zu erreichen, müssen die Beobachtungen mit mindestens einem Bild oder einer Tonaufnahme versehen sein, georeferenziert sein sowie eine Zeitangabe besitzen. Außerdem müssen für den beobachteten Organismus mindestens drei Bestimmungen vorliegen, von denen mindestens zwei Drittel in der Identifizierung der Art oder einer noch spezifischeren taxonomischen Stufe übereinstimmen. Datensätze aus verifizierten Beobachtungen in Forschungsqualität, die die entsprechende freie Lizenz besitzen, können als Tabellen im csv-Format heruntergeladen werden. Über die Global Biodiversity Information Facility können Datensätze aus iNaturalist einen DOI erhalten und sind somit wissenschaftlich zitierfähig.

## Auszeichnungen
- 2024 Heinz Award für die Co-Direktoren Ken-ichi Ueda und Scott Loarie